# Erlenbach im Simmental
Erlenbach im Simmental (toponimo tedesco) è un comune svizzero di 1 733 abitanti del Canton Berna, nella regione dell'Oberland (circondario di Frutigen-Niedersimmental).

## Geografia fisica
Erlenbach im Simmental si trova nella Simmental.

## Monumenti e luoghi d'interesse

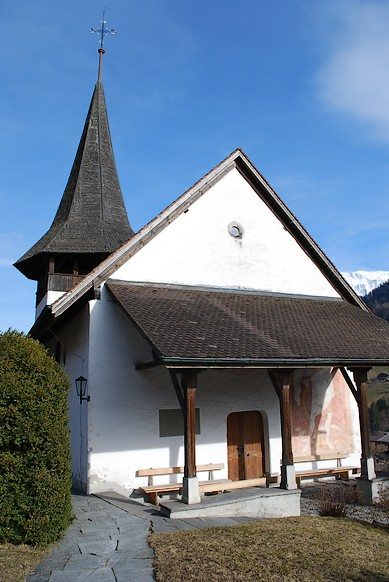
La chiesa riformata

- Chiesa riformata (già di San Michele), eretta enll'Alto Medioevo e ricostruita nell'XI, nel XIII e nel XIV secolo[1].

## Società

### Evoluzione demografica
L'evoluzione demografica è riportata nella seguente tabella:
Abitanti censiti

## Geografia antropica

### Frazioni
Le frazioni di Erlenbach im Simmental sono:
- Allmenden
- Balzenberg
- Eschlen
- Latterbach
- Ringoldingen
- Thal

## Infrastrutture e trasporti
Erlenbach im Simmental è servita dall'omonima stazione e da quella di Ringoldingen sulla ferrovia Spiez-Zweisimmen.

## Amministrazione
Ogni famiglia originaria del luogo fa parte del cosiddetto comune patriziale e ha la responsabilità della manutenzione di ogni bene ricadente all'interno dei confini del comune.